# Cease and desist
Cease and desist (dalla lingua inglese: cessazione e desistenza), nel common law è un documento inviato a un individuo o a un'impresa affinché fermi ("cessi") un'attività ritenuta illegale e non la riprenda ("desista"): equivale alla diffida dell'ordinamento di civil law. 
Si parla di cease and desist order qualora sia emanata da un'autorità pubblica, configurandosi come un avviso di un'esecuzione giudiziaria pendente.

## Contenuto
La lettera può avvisare che se il destinatario non interrompe la condotta specificata, o intraprende determinate azioni, entro i termini fissati nella lettera, potrà essere citato in giudizio.

## Utilizzo
Benché non siano usate esclusivamente in questo campo, le lettere di cease and desist "sono utilizzate frequentemente nelle dispute concernenti la proprietà intellettuale e rappresentano un'importante caratteristica del panorama della legislazione sulla proprietà intellettuale". Il detentore di un diritto di proprietà intellettuale, come un'opera coperta da diritto d'autore, un marchio registrato o un brevetto, può inviare la lettera di cease and desist per informare una parte terza "dei diritti, dell'identità e delle intenzioni dei detentori di eseguire i diritti stessi". La lettera può contenere una mera offerta di licenza o una minaccia esplicita di azione legale. Una lettera di cessazione e desistenza spesso fa scattare trattative per la licenza ed è, frequentemente, anche un primo passo verso il contenzioso.
Le lettere si usano a volte per intimidire i destinatari e possono essere "un efficace strumento usato dalle società per bloccare i discorsi critici dei gestori dei siti di lamentele (gripe sites)". Un'azienda che possiede un marchio registrato può inviare tale lettera al gestore di un sito di lamentele contestando una violazione del marchio, anche se l'uso effettivo del marchio registrato da parte del gestore può ricadere in una eccezione di "uso equo" (fair use) (in conformità, negli Stati Uniti, alla protezione della libertà di parola in base al Primo Emendamento).

## Conseguenze
Ricevere numerose lettere di cessazione e desistenza può essere molto costoso per il destinatario. Ciascun reclamo nelle lettere deve essere valutato, e si dovrebbe decidere se rispondere alle lettere stesse, "se o no ottenere una lettera con il parere di un avvocato, prepararsi per una causa legale, e forse iniziare [nel caso in cui le lettere riguardino una potenziale violazione di brevetto] una ricerca di alternative e lo sviluppo di tecnologie basate su progetti alternativi".